# Resolutie 479 Veiligheidsraad Verenigde Naties
Resolutie 479 van de Veiligheidsraad van de Verenigde Naties werd unaniem aangenomen op 28 september 1980.

## Achtergrond
Op 22 september 1980 viel Irak buurland Iran binnen. Dat was het begin van een jarenlange uitputtingsoorlog, die tot en met 1988 zou duren en meer dan anderhalf miljoen slachtoffers zou maken.

## Inhoud
De Veiligheidsraad was begonnen met het in beschouwing nemen van de situatie tussen Iran en Irak. De Veiligheidsraad herinnerde eraan dat alle lidstaten VN-charterverplichtingen waren aangegaan zodat de internationale vrede en veiligheid en de gerechtigheid niet in gevaar werden gebracht, en dat de lidstaten in hun internationale betrekkingen geen geweld mochten gebruiken tegen de territoriale integriteit of onafhankelijkheid van enig land. De Veiligheidsraad herinnerde eraan dat hij krachtens artikel 24 van het Charter de primaire verantwoordelijkheid had voor het handhaven van de wereldvrede. De Veiligheidsraad was erg bezorgd om de situatie die bezig was te ontstaan tussen Iran en Irak.
Iran en Irak werden opgeroepen om het geweld onmiddellijk te stoppen en hun geschil vreedzaam op te lossen. Er werd op aangedrongen dat zij voorstellen tot bemiddeling of verzoening zouden aanvaarden, een beroep zouden doen op regionale organen of akkoorden, dan wel andere vreedzame middelen naar eigen keus zouden aanwenden om hun verplichtingen onder het Charter na te komen. Alle andere landen werden opgeroepen om zich terughoudend op te stellen en niets te doen waardoor het conflict verder kon escaleren of zich kon uitbreiden. De Veiligheidsraad steunde de inspanningen van de secretaris-generaal Kurt Waldheim om de situatie op de lossen. De secretaris-generaal werd gevraagd om binnen 48 uur te rapporteren.

## Verwante resoluties
- Resolutie 514 Veiligheidsraad Verenigde Naties
- Resolutie 522 Veiligheidsraad Verenigde Naties

Lijst ·  462 ·  463 ·  464 ·  465 ·  466 ·  467 ·  468 ·  469 ·  470 ·  471 ·  472 ·  473 ·  474 ·  475 ·  476 ·  477 ·  478 ·  479 ·  480 ·  481 ·  482 ·  483 ·  484